# مقاطعة فرانكلين (تكساس)
مقاطعة فرانكلين (بالإنجليزية: Franklin  County)‏ هي إحدى المقاطعات في ولاية تكساس، الولايات المتحدة الأمريكية.